# 太阳门广场 (里斯本)

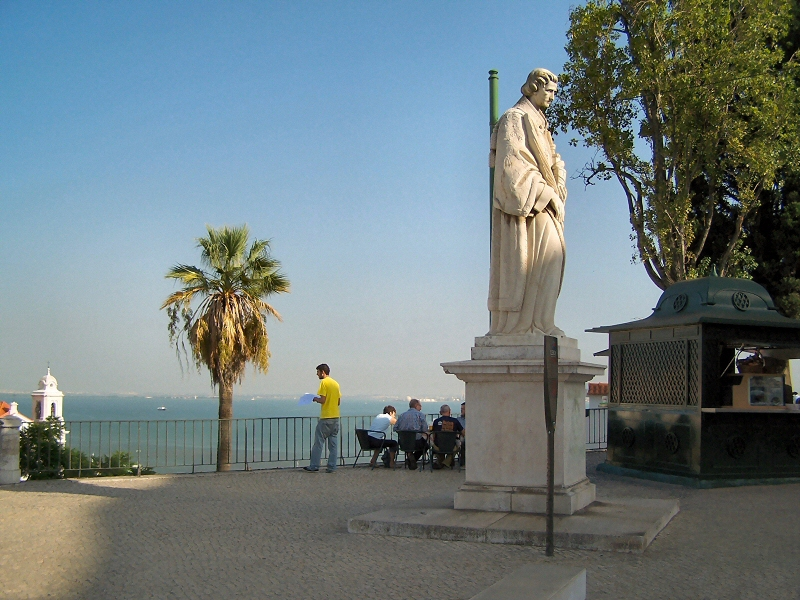

太阳门广场（Largo das Portas do Sol）是葡萄牙里斯本的一个广场，属于阿尔法玛区的圣米额尔堂区和圣雅各伯堂区。
广场上有太阳门观景台，可在此眺望里斯本东部和塔霍河的壮丽景色，包括城外圣文生修道院，以及阿尔法玛区的典型风貌。